# Isole Vergini Britanniche
Le Isole Vergini Britanniche (in inglese British Virgin Islands) sono un territorio d'oltremare del Regno Unito. Fanno parte dell'arcipelago delle Isole Vergini nel Mar delle Antille ripartito tra Regno Unito e Stati Uniti d'America.
Le Isole Vergini Britanniche sono un arcipelago di 40 isole, 15 delle quali abitate fra cui Tortola, Anegada e Virgin Gorda. Il capoluogo è la cittadina di Road Town, situata sull'isola di Tortola.
Il capo dello Stato è il sovrano del Regno Unito (attualmente re Carlo III), che esercita le sue funzioni tramite un governatore; a quest'ultimo spettano, su mandato del sovrano, alcuni incarichi tra i quali quello della nomina del primo ministro.

## Geografia fisica
Le Isole Vergini Britanniche comprendono una sessantina di isole, per la maggior parte di origine vulcanica e dal profilo collinare. La più estesa è Tortola (55,7 km²), seguono Virgin Gorda, Anegada e Jost Van Dyke. Tra le isole minori vi sono:
- Beef
- Cooper
- Ginger
- Great
- Guana
- Mosquito
- Necker
- Norman
- Peter
- Salt
- Scrub Island

## Storia
Le isole Vergini vennero popolate dagli indiani aruachi, che vi giunsero intorno al 100 a.C. (anche se vi sono alcune tracce di un primo popolamento umano che risalirebbe al 1500 a.C.). Nel corso del Quattrocento le isole furono conquistate dalla bellicosa tribù dei caribi.
Il primo europeo a visitare l'arcipelago fu Cristoforo Colombo, durante il suo secondo viaggio 1493. Colombo battezzò le isole Santa Ursula y las Once Mil Vírgenes (Sant'Orsola e le undicimila Vergini), traendo ispirazione dalla leggenda di Sant'Orsola. Il nome fu poi abbreviato in Las Vírgenes, da cui la denominazione attuale.
La corona spagnola, pur avendo reclamato il possesso delle isole agli inizi del XVI secolo, non vi creò mai degli insediamenti. Fu così che le Vergini vennero contese da inglesi, olandesi, francesi, spagnoli e danesi, diventando una nota base della pirateria. Benché non si abbiano notizie precise in merito alla popolazione amerindia nelle isole Vergini Britanniche, è certo che gli indigeni della vicina Saint Croix furono sterminati.
Tortola venne stabilmente occupata dagli olandesi a partire dal 1648, per poi essere presa dagli inglesi nel 1672. Nel 1680 si ebbe invece l'annessione, da parte inglese, di Anegada e Virgin Gorda. Nel frattempo, i danesi occupavano le vicine Saint Thomas, Saint John e Saint Croix (che oggi costituiscono le Isole Vergini Americane).
Inizialmente gli inglesi sfruttarono le isole annesse unicamente per la loro posizione strategica. Tuttavia, successivamente, si decise di introdurvi la coltivazione della canna da zucchero, il che rese necessario importare schiavi dall'Africa. Le isole godettero di un'economia molto prospera sino alla metà dell'Ottocento, quando l'abolizione della schiavitù, una serie di disastrosi uragani, nonché la diffusione della coltivazione della barbietola negli USA e in Europa provocarono un netto declino economico.
Pur sempre sotto il dominio britannico, nel corso del tempo le isole fecero parte di diverse suddivisioni amministrative, finché non divennero una colonia a sé stante nel 1960 (a cui seguì, nel 1967, il conseguimento dell'autonomia). A partire dagli anni sessanta, l'economia delle isole, tradizionalmente basate sull'agricoltura, si è diversificata, estendendosi ai servizi turistici e finanziari, sino a diventare una delle aree caraibiche più ricche.

## Società

### Evoluzione demografica
Nel 2003 la popolazione delle isole ammontava a 21.730 unità. L'83,36% degli abitanti è composto da neri, discendenti dagli schiavi importati dai britannici. Seguono bianchi (7,28%, soprattutto britannici, portoghesi e siro-libanesi); individui di etnia mista (5,38%); indiani asiatici (3,14%) e altri (0,84%).
L'86% degli isolani professa il protestantesimo (metodisti e anglicani sono, rispettivamente, il 33% e il 17%). Vi è anche una piccola minoranza cattolica (10%).

## Economia

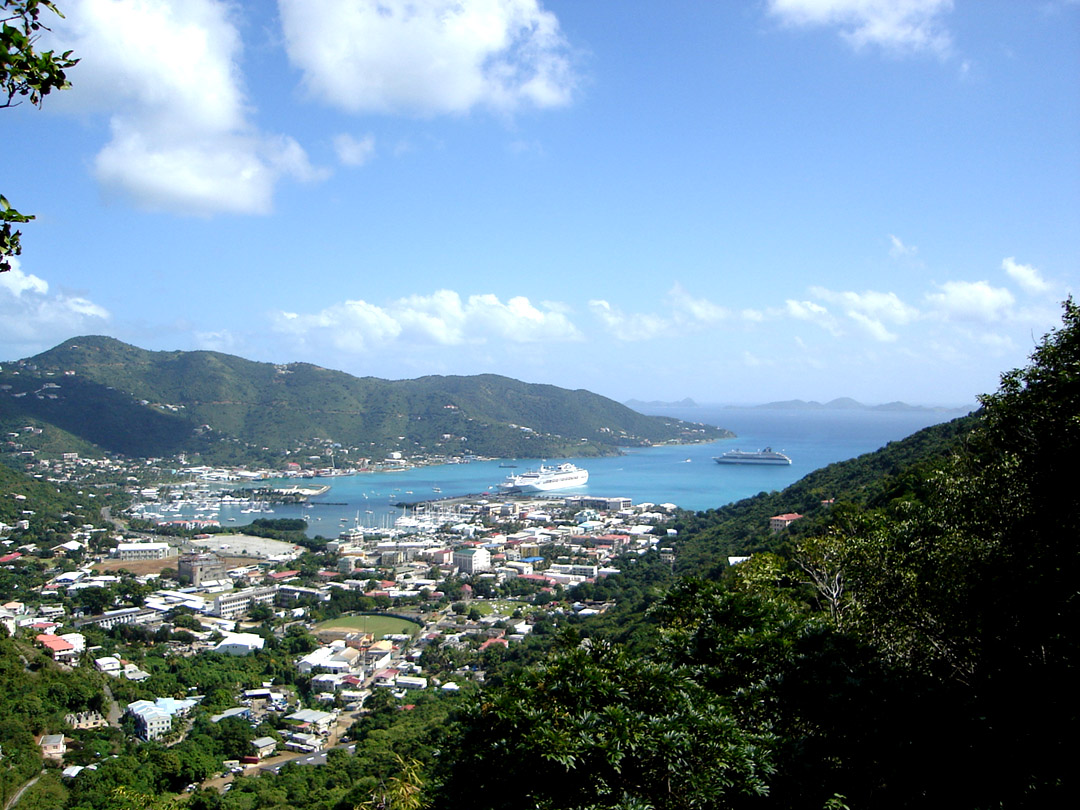
Veduta di Road Town, la capitale.

Le Isole Vergini Britanniche, oltre all'agricoltura, basano la loro economia sul turismo e sulla presenza di società offshore. Circa mezzo milione di aziende estere (società e banche), nel corso del ventennio passato, hanno optato per registrasi o aprire appositi sportelli e uffici all'interno della relativa giurisdizione; ciò soprattutto per la bassa imposizione fiscale attuata e, in particolare, per l'assenza di norme e misure restrittive di controllo sul versante delle transazioni finanziarie. Il sistema fiscale italiano, col Decreto Ministeriale 04/05/1999, ha inserito le Isole Vergini Britanniche tra gli Stati o Territori aventi un regime fiscale privilegiato, nella cosiddetta Lista nera, ponendo quindi limitazioni fiscali ai rapporti economico commerciali che si intrattengono tra le aziende italiane ed i soggetti ubicati in tale territorio. Gli Stati Uniti d'America, invece, nel luglio 2010, per il tramite dei governatori della Federal Reserve o dei responsabili dei diversi organi e istituti federali hanno stipulato con la Commissione Finanziaria delle Isole Vergini Britanniche un accordo (cosiddetto gentleman agreement) per uno scambio di informazioni a carattere fiscale e finanziario.
La valuta corrente è il dollaro USA.